# Spust (hydrotechnika)
Spust – rodzaj urządzenia upustowego stosowanego na stopniach wodnych, przeznaczony do przeprowadzenia wód ze stanowiska górnego do stanowiska dolnego.
Ten rodzaj urządzeń upustowych charakteryzuje się tym, że jego podstawowym elementem roboczym jest przewód zamknięty przeprowadzający wodę między stanowiskami stopnia wodnego. Górna krawędź wlotowa spustu znajduje się poniżej poziomu wody na stanowisku górnym. Większość spustów jest projektowana w ten sposób, aby istniała możliwość przeprowadzenia różnych wielkości przepływu przy różnych poziomach piętrzenia na stanowisku górnym. Wynika to z faktu, iż spusty wykorzystuje się do przeprowadzenia przez stopień wód budowlanych, wezbraniowych, regulacji odpływu, czy do opróżniania zbiornika.

## Podział spustów
W zależności do warunków pracy spusty dzieli się na:
- bezciśnieniowe
- ciśnieniowe:
  - niezatopione
  - zatopione – syfony
- podciśnieniowe – lewary:
  - z wylotem niezatopionym
  - z wylotem zatopionym.

## Elementy składowe spustu
Podstawowym elementem spustu jest przewód zamknięty wraz z wlotem na stanowisku górnym i wylotem na stanowisku dolnym stopnia wodnego. Spust wyposażony jest w odpowiednie zamknięcia:
- zamknięcia główne
- zamknięcia awaryjne
- zamknięcia remontowe.

O tym czy dany spust musi być wyposażony w określony rodzaj zamknięć oraz o ilości wymaganych spustów i innych urządzeń upustowych na stopniu, decyduje przynależność do klasy budowli hydrotechnicznej. Dla budowli klasy III i wyższej wymagane są wszystkie trzy ww. rodzaje zamknięć dla spustu. Ponadto dla spustów bezciśnieniowych należy wykonać przewód powietrzny dla kanału.

## Charakterystyka spustów

### Spusty bezciśnieniowe
Przy tego rodzaju spustach woda przepływa w przewodzie poniżej zamknięć głównych w sposób bezciśnieniowy, tzn. ze swobodnym zwierciadłem wody w przewodzie. Zatem w świetle przewodu istnieje przestrzeń wypełniona wodą, powyżej której znajduje się przestrzeń wypełniona powietrzem atmosferycznym. Przy tego rodzaju spustach zamknięcia główne lokalizuje się możliwie najbliżej wlotu do spustu.

### Spusty ciśnieniowe
Spusty ciśnieniowe niezatopione charakteryzują się tym, że cały przekrój przewodu wypełniony jest wodą. Zamknięcia główne znajdują się przy wylocie wody ze spustu. Poziom wody dolnej przy wylocie ze spustu jest niższy niż górnej krawędzi przewodu, co oznacza, że nie ma wpływu na strumień wody wypływający ze spustu.
Spusty ciśnieniowe zatopione również podczas pracy mają przewody całkowicie wypełnione wodą, a zamknięcia główne lokalizuje się przy wylocie spustu. Różnica w charakterystyce pracy takich spustów w stosunku do niezatopionych polega na tym, że poziom wody dolnej wpływa na pracę – wydatek – spustu. Tego rodzaju spusty nazywane są syfonami. Wydatek takich spustów zależny jest od różnicy poziomów wody na stanowisku górnym i dolnym.

### Spusty podciśnieniowe
Spusty podciśnieniowe nazywane są lewarami. Lewary budowane są z wylotem zatopionym, tzn. z wylotem przewodu poniżej poziomu zwierciadła wody dolnej, lub niezatopione, tzn. z wylotem powyżej wody dolnej. Lewary mogą działać samoczynnie lub być sterowane przez obsługę. Charakterystyczną cechą pracy lewarów są znaczne prędkości przepływu wody oraz ciśnienia niższe niż atmosferyczne w przewodzie. Problemem dla tego rodzaju pracy są silne zjawiska kawitacji, mające duży, niszczący wpływ na przewód podczas eksploatacji.